# Tractorul Brașov
FC Tractorul Brașov war ein rumänischer Fußballverein aus Brașov. Er spielte insgesamt 42 Jahre in der Divizia B, der zweiten rumänischen Fußballliga, gehörte aber nie der höchsten Spielklasse, der Divizia A, an. Im rumänischen Pokal stand er vier Mal im Achtelfinale.

## Geschichte
Tractorul Brașov wurde im Jahr 1927 als Sportverein des rumänischen Luftfahrtunternehmens Întreprinderea Aeronautică Română unter dem Namen IAR Brașov gegründet. In den Anfangsjahren stand der Verein im Schatten der Lokalrivalen Colțea und Brașovia, so dass der Verein im Jahr 1932 bei Gründung der Divizia A nicht mit von der Partie war. Erst im Jahr 1935 stieg IAR in die neu gegründete Divizia B auf und konnte auf Anhieb seine Staffel gewinnen, scheiterte in der Aufstiegsrunde aber. Nach einem achten Platz in der Saison 1936/37 spielte der Klub in den folgenden Jahren in den regionalen Ligen.
Mit der Wiederaufnahme des Spielbetriebs nach Ende des Zweiten Weltkrieges konnte sich IAR für die Divizia B qualifizieren. Mit der Umstellung der Produktion auf Traktoren und der damit verbundenen Umbenennung des Werkes in Uzina Tractorul Brașov im Jahr 1948 änderte auch der Verein seinen Namen in Tractorul Brașov. Am Ende der Saison 1947/48 musste er in die Divizia C absteigen, die im Laufe der Saison 1948/49 aufgelöst wurde, so dass Tractorul in den folgenden Jahren wieder in der regionalen Liga spielen musste.
Im Jahr 1953 gelang Tractorul der Wiederaufstieg in die Divizia B. Die folgenden Jahre schloss der Verein meist im Mittelfeld der Liga ab. Nach elf Jahren musste er am Ende der Spielzeit 1964/65 in die Divizia C absteigen. Dort verpasste der Klub in den nächsten Jahren den Wiederaufstieg meist knapp, ehe im Jahr 1973 die Rückkehr gelang. Dort kämpfte die Mannschaft stets gegen den Abstieg. Nachdem mehrmals knapp der Klassenverbleib erreicht worden war, musste Tractorul im Jahr 1982 erneut den Gang in die Divizia C antreten. Nachdem zunächst der Aufstieg als Zweitplatzierter verpasste worden war, kehrte der Klub bereits nach zwei Jahren in die Divizia B zurück.
In der Divizia B fand sich Tractorul in den nächsten Jahren – abgesehen von der Saison 1989/90 – im oberen Mittelfeld wieder, konnte jedoch nicht in den Kampf um den Aufstieg eingreifen. Die besten Platzierungen waren vierte Plätze. Nach 18 Jahren zog sich die Mannschaft nach der Spielzeit 2001/02 in die Divizia C zurück. Dort gelang der angestrebte Wiederaufstieg nicht. Im Jahr 2006 löste sich der Verein schließlich auf.

## Erfolge
- Aufstieg in die Divizia B: 1935, 1953, 1973, 1984
- Achtelfinale im rumänischen Pokal: 1958, 1970, 1972, 1983

## Bekannte Spieler
- Iuliu Bodola
- Florin Bratu
- Mihai Ivăncescu
- Andrei Mărgăritescu
- Gabriel Tamaș

## Ehemalige Trainer
- Angelo Niculescu (1958–1959)
- Silviu Ploeșteanu (1968–1969)
- Aurel Țicleanu (2001–2002)
- Dorel Purdea (2004)

## Stadion
Das Stadion, in dem Tractorul lange Jahre spielte, wurde 1940 erbaut und 2003 für 30.000 US-Dollar von dem Geschäftsmann Nicolae Țucunel ersteigert, um dessen neu gegründeten Verein Forex Brașov als Heimstadion zu dienen.